# Ouilly-le-Tesson
Ouilly-le-Tesson – miejscowość i gmina we Francji, w regionie Normandia, w departamencie Calvados.
Według danych na rok 1990 gminę zamieszkiwały 523 osoby, a gęstość zaludnienia wynosiła 44 osoby/km² (wśród 1815 gmin Dolnej Normandii Ouilly-le-Tesson plasuje się na 423. miejscu pod względem liczby ludności, natomiast pod względem powierzchni na miejscu 393.).